# Tomomi Takahashi
Tomomi Takahashi (jap. 高橋 卓巳, Takahashi Tomomi; * 29. Januar 1956) ist ein ehemaliger japanischer Stabhochspringer.
Bei den Asienspielen 1978 in Bangkok gewann er Gold und bei den Leichtathletik-Asienmeisterschaften 1979 Silber.
1981 siegte er bei den Pacific Conference Games und den Asienmeisterschaften. Beim Leichtathletik-Weltcup in Rom wurde er Vierter.
1982 verteidigte er seinen Titel bei den Asienspielen in Neu-Delhi, und 1983 kam er bei den Leichtathletik-Weltmeisterschaften in Helsinki auf den 19. Platz.
Bei den Olympischen Spielen 1984 gelang ihm im Finale kein gültiger Versuch.
Fünfmal wurde er Japanischer Meister (1978, 1980, 1981, 1983, 1984) und einmal Englischer Meister (1982). Seine persönliche Bestleistung von 5,53 m stellte er am 6. Mai 1984 in Tokio auf.